# Горјевац
Горјевац је насељено мјесто у Босни и Херцеговини, у општини Бихаћ, које административно припада Федерацији Босне и Херцеговине. Према попису становништва из 1991. у насељу је живјело 103 становника.

## Становништво
| Националност       | 1991. | 1981. | 1971. | 1961. |
| Срби               | 102   | 130   | 159   |       |
| Југословени        | 1     | 2     | 3     |       |
| Хрвати             |       | 3     | 6     |       |
| остали и непознато |       |       | 1     |       |
| Укупно             | 103   | 135   | 169   | '     |

| Демографија | Демографија | Демографија |
| Година      | Становника  | Становника  |
| ----------- | ----------- | ----------- |
| 1961.       | 254         |             |
| 1971.       | 169         |             |
| 1981.       | 135         |             |
| 1991.       | 103         |             |